# 約翰·腓特烈一世

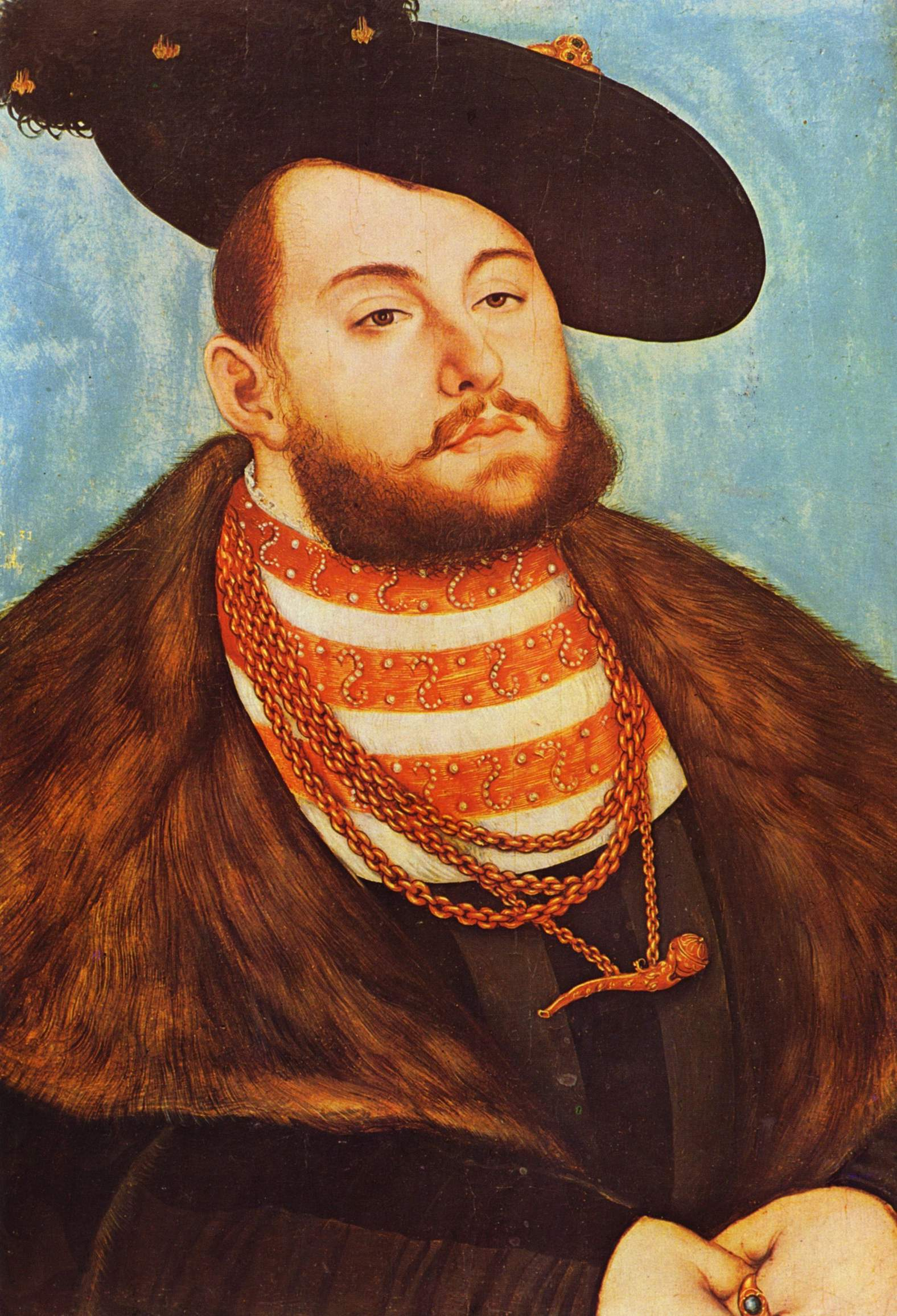
萨克森选侯约翰·腓特烈

（宽宏的）约翰·腓特烈（德語：Johann Friedrich der Großmütige，1503年6月30日—1554年3月3日），德意志的萨克森公爵（1532年－1547年在位）。他是神圣罗马帝国皇帝查理五世统治时期的一位著名的新教王公。
约翰·腓特烈属于长期统治萨克森的韦廷家族，是选侯坚定的约翰之子，生于托尔高。1526年，他与克莱沃公爵约翰三世之女西比尔结婚。
约翰·腓特烈支持由马丁·路德发起的宗教改革，是新教信仰的保护者。在德意志新教诸侯为抵抗查理五世而组成施马尔卡尔登联盟之后，约翰·腓特烈成为该联盟的领袖之一。1546年，他被查理五世下令废黜并逐出帝国。约翰·腓特烈成功地抵御了由忠于皇帝的萨克森公爵莫里茨（亦为维丁家族成员）率领的军队对其领地的进攻。但由于施马尔卡尔登联盟在1547年米尔堡战役中被查理五世彻底打败，他终于落到皇帝手里。
约翰·腓特烈选侯被查理五世判处死刑。鉴于其妻子西比尔仍然控制着符腾堡，查理五世没有立刻执行死刑，而是开始进行谈判。在同意将领地和选侯头衔都被转交给皇帝宠信的萨克森公爵莫里茨后，约翰·腓特烈被改判为终身监禁。
1552年，莫里茨出乎意料的背叛了皇帝，并向皇帝发起进攻。约翰·腓特烈于是被查理五世释放，并得到了魏玛作为领地。1554年他在魏玛去世。

## 家庭
1527年，約翰·腓特烈與克萊沃的希比爾結婚，兩人共有三個兒子：
1. 約翰·腓特烈（1529年—1595年）
2. 約翰·威廉（1530年—1573年）
3. 約翰·腓特烈（英语：John Frederick III, Duke of Saxony）（1538年—1565年）

| 約翰·腓特烈一世 韋廷王朝出生于：1503年6月30日逝世於：1554年3月3日 | 約翰·腓特烈一世 韋廷王朝出生于：1503年6月30日逝世於：1554年3月3日 | 約翰·腓特烈一世 韋廷王朝出生于：1503年6月30日逝世於：1554年3月3日 |
| ----------------------------------------------------------------- | ----------------------------------------------------------------- | ----------------------------------------------------------------- |
| 前任者： 約翰                                                     | 薩克森選帝侯 1532年–1547年                                        | 繼任者： 莫里茨                                                   |
| 前任者： 莫里茨                                                   | 薩克森公爵 1547年–1554年                                          | 繼任者： 約翰·腓特烈二世                                          |